# Crips

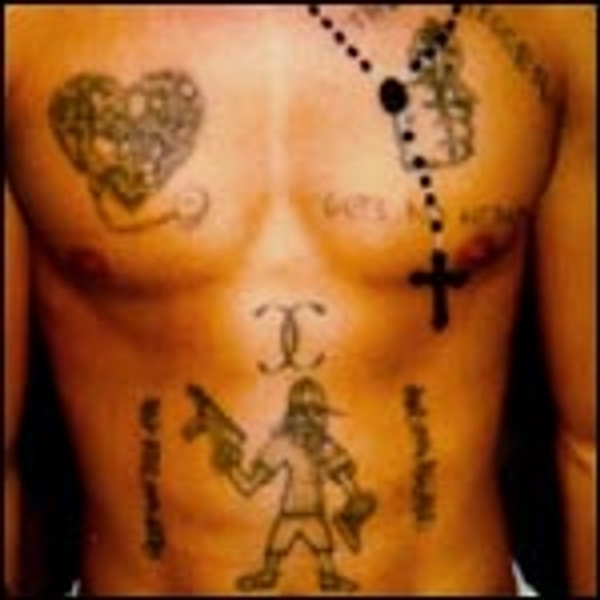
Tatuaże członka gangu

Crips – gang uliczny z Los Angeles, jeden z największych w USA, powstały w 1969 roku. Jego założycielem był, piętnastoletni wówczas, Raymond Washington, ale za współtwórcę uważa się również Stanleya „Tookie” Williamsa.
Na początku gang zajmował się napadami, kradzieżami i zwalczaniem wrogich gangów. W szczytowym dla siebie okresie gang liczył ponad 100 tysięcy członków, a jego dochody ze sprzedaży narkotyków oraz innych nielegalnych interesów osiągnęły setki milionów dolarów. W 2002 roku gang ten został prawie całkowicie rozbity przez LAPD (Los Angeles Police Department, pol. Departament Policji Miasta Los Angeles), jednakże działalność gangu jest wciąż widoczna i wciąż rośnie.
Znakiem rozpoznawczym członków Crips są niebieskie elementy ubioru. Członkowie gangu zwracają się do siebie per „cuz” i „loc”, a na gang Bloods często używają zwrotów „slobs” i „busta”. W swoich graffiti gang przekreśla literę „b” okazując brak szacunku dla Bloods lub pisze „bk” (skrót od blood killers – zabójcy bloodsów). Jeśli w słowie występuje „ck” np. crack („ck” to skrót od crip killers – zabójcy cripsów), to zastępowane jest przez „CC” np. „craCC”,„Be right baCC”. Gang ma szeroko rozpowszechnioną tradycję komunikacji za pomocą znaków wykonywanych rękami, tzw. staCCs.
Kto chce do nich dołączyć, musi „na próbę” dokonać napadu z bronią w ręku (kandydatki mają wybór: napad albo seks grupowy z innymi gangsterami). Chętnych nie brakuje, bo z Cripsów wywodzą się takie gwiazdy hip hopu, jak Snoop Dogg, Ice Cube, Ice-T czy Afroman.
Powszechnie uważa się, że Crips walczą wyłącznie z Bloods, jednak wiele gangów Crips walczy z innymi Crips (z innej dzielnicy, np. w Pd. części L.A., tzw. South Central L.A., Rollin 60's NeighBKorhood Crips z 83 Gangster Crips (Eight-Tray) lub w Watts Grape Street Watts Crips z P.J. Watts Crips. Najsłynniejszy konflikt Cripsów w Compton na wschodzie miasta jest udziałem Kelly Park Compton Crips, którzy wręcz wymordowali większość członków setu South Atlantic Drive Compton Crips, a na zachodzie Santana Blocc Compton Crips walczą o dominację z West Side Nutty BKlocc Compton Crips.
Gang toczy również wojny z wieloma gangami, które przejawiają rasizm wobec czarnych, np. Ku Klux Klan, Nazi Lowriders, Aryan Brotherhood, Mafia meksykańska, The Avenues i Mara Salvatrucha. W związku z tzw. latynizacją Los Angeles (napływu ludności latynoskiej) czarne gangi, w tym Crips, zostają wypierane z Compton, przez co tworzą się tzw. wojny ras. Meksykańskie gangi (Tortilla Flats, Compton Varrios) powiązane z potężną Mafią meksykańską zaciekle walczą z Crips i Bloods. Gangi Crips znane są również ze swojej współpracy z innymi gangami m.in. Norteños, Black Guerilla Family, Folk Nation i Gangster Disciples.
Na czele poszczególnych gangów stoją O.G. (Original Gangster). Sety gangu występują w dużych miastach wszystkich stanów, takich jak Nowy Jork, Little Rock, Baltimore, Sacramento, Saint Louis, Salt Lake City i w wielu dużych miastach Europy, np. Londyn, Amsterdam, Berlin, Paryż.
Najbardziej znaną grupą Crips w Niemczech jest 89 Loc Crips, a w Holandii istnieją Main Triad Crips i Criminal Underground Crips. W południowej części Londynu istnieje tzw. Cripset, który dzieli się na wiele mniejszych setów.
Do gangu należy i należało wielu znanych raperów oraz producentów, m.in. Kurupt, Snoop Dogg, Eazy-E, Nate Dogg, Warren G, Coolio, Tay-K, Pop Smoke, Bobby Shmurda, WC.
Powstało wiele filmów, w których ukazane zostały gangi Crips m.in. „Barwy” (Colors), „Why We Bang”, „Bastards Of The Party”, „Dzień próby”. Film dokumentalny „Gang Wars: Bangin In Little Rock” ukazuje trudną sytuację w mieście Little Rock, które jest, prawie jak Compton, całkowicie zdominowane przez gangi Crips i Bloods, a także w Folk Nation i People Nation.
Oficjalnie konflikt między niektórymi setami gangów Crips i Bloods zakończył się w 2005 r. Przyczynił się do tego skazany na śmierć Stanley Tookie Williams.
Większość członków gangu to osoby czarnoskóre. Mimo to są sety gangu, w których wszyscy członkowie są Azjatami lub osobami rasy białej, np. „Brothers of Samoa”. Jednak wciąż większość członków Crips stanowi rasa czarna.